# کریستین ارهوف
کریستین ارهوف (انگلیسی: Christian Ehrhoff؛ زادهٔ ۶ ژوئیهٔ ۱۹۸۲) بازیکن هاکی روی یخ اهل آلمان است.
از باشگاه‌هایی که در آن بازی کرده‌است می‌توان به ونکوور کناکز اشاره کرد.